# Hunashikatti, Jamkhandi
Hunashikatti là một làng thuộc tehsil Jamkhandi, huyện Bagalkot, bang Karnataka, Ấn Độ.